# Берлин — Темпельхоф (аэропорт)
Берли́н — Те́мпельхоф (нем. Flughafen Berlin–Tempelhof, (ИАТА: THF, ИКАО: EDDI)) — центральный аэропорт в Берлине, функционировавший с 1920-х гг. по 2008 год. Располагается в районе Темпельхоф, внутри кольцевой линии S-Bahn.

## История
Темпельхофское поле, на котором был построен аэропорт Темпельхоф, раньше служило плацем для строевой подготовки. В 1909 году Орвилл Райт представил здесь свой летательный аппарат, проводил показательные полёты и установил несколько рекордов. В 1922 году площадь выровняли и укрепили, а в 1923 году здесь появилось два первых ангара. Первая авиалиния соединила Берлин с Кёнигсбергом. Отсюда после сдачи аэропорта в эксплуатацию 6 апреля 1926 года был совершён первый регулярный рейс авиакомпании «Lufthansa» (тогда ещё «Deutsche Luft Hansa A.G.») в Цюрих. Уже в 1927 году к аэропорту Темпельхоф — первому в мире — была подведена линия U-Bahn.
В 1930-е годы по объёму перевозок Темпельхоф значительно превосходил аэропорты Парижа, Амстердама и Лондона. Однако технические возможности аэропорта были быстро исчерпаны, и в 1934 году архитектором Эрнстом Загебилем был представлен план его расширения, в соответствии с которым аэропорт смог бы обслуживать до шести миллионов пассажиров в год (в 1934 году — только 200 тысяч человек).
Появившийся в результате аэровокзал площадью в 284 тысяч м². стал по тем временам самым крупным зданием в мире. Оно также является и одним из самых длинных зданий: общая длина дугообразной части здания составляет около 1,2 км. Покрытое травой лётное поле овальной формы имело в диаметре около двух километров и позволяло достаточно лёгким самолётам того времени, как, например, «Junkers Ju 52», точно садиться и взлетать против господствующего ветра. Строительство продолжалось и после начала войны в 1939 году, но и к 1945 году аэропорт ещё не был полностью достроен. Станция метрополитена была соответственно перенесена к новому зданию аэропорта.

### Воздушный мост
В апреле 1945 года аэропорт Темпельхоф был захвачен советскими войсками, а 4 июля был передан американским оккупационным властям. Американская военная администрация реквизировала его и отменила вылеты самолётов гражданской авиации. К моменту передачи аэропорта американцам его новое здание ещё не эксплуатировалось.
В 1948 году аэропорт стал играть новую роль. Во время блокады Западного Берлина вместе с другими аэродромами в Тегеле и Гатове Темпельхоф использовался для доставки в город продовольствия. Большая часть груза представляла собой горючее. Авиаснабжение города жизненно необходимым продовольствием по берлинскому воздушному мосту, соединившему Берлин с другими западногерманскими городами, продолжалось с 26 июня 1948 года по 12 мая 1949 года. Самолёты взлетали и садились в Темпельхофе каждые 900 секунд. Благодаря американскому пилоту Гейлу Хелворсену, который при посадке в Темпельхофе сбрасывал для берлинских детей из окна кабины сладости на парашютиках из носовых платков, самолёты, работавшие на берлинском воздушном мосту, стали называть «изюмными бомбардировщиками». Для бесперебойной работы воздушного моста была построена южная взлётно-посадочная полоса, перекрывшая улицу Одерштрассе в районе Нойкёльн.
Об этих исторических событиях напоминает памятник воздушному мосту на площади перед аэропортом. Ироничные берлинцы дали памятнику прозвища «грабли голода» (Hungerharke) и «когти голода» (Hungerkralle). Аналогичные памятники установлены в аэропорту Франкфурта-на-Майне и на военном аэродроме в Целле.

### Аэропорт Западного Берлина
С 1950 года часть аэропорта была передана Верховным комиссаром США в Германии для гражданских авиаперевозок. Имевшиеся мощности быстро достигли предела, и в результате переговоров с американцами остававшаяся за ними часть аэропорта в том же году передана для гражданского использования.
Чтобы несколько облегчить монументальный облик входного зала («Зала почёта») аэровокзала и придать ему более современный вид, была снижена высота потолка за счёт установки промежуточного перекрытия. «Зал почёта» над ним до сих пор не использовался, и увидеть его можно только на специальных экскурсиях. Укреплённая для тяжёлых самолётов воздушного моста и износившаяся металлическая взлётно-посадочная полоса была заменена на асфальтовую.
Важную роль играла шарообразная радарная антенна в северо-восточной части здания, которая во времена холодной войны была самой восточной точкой авиа-диспетчерской службы США. И сегодня эти 100 м² являются единственной территорией аэропорта, используемой Бундесвером.
В 1954 году пассажирооборот Темпельхофа составил 650 тысяч человек, которые в основной массе обслуживались авиакомпаниями союзников: «British European Airways», ставшей впоследствии «British Airways», «Air France» (до 1960 года) и «Pan American World Airways». Летом 1975 года Темпельхоф был закрыт для гражданского воздушного сообщения, его заменил новый аэропорт Тегель, появившийся на территории французского военного аэропорта по проекту гамбургских архитекторов «Gerkan, Marg und Partner».

### Возобновление работы аэропорта в 1985 году
В 1985 году аэропорт Темпельхоф открылся вновь для бизнес-авиации и авиаперевозчиков с небольшими самолётами.
В 1990 году аэропорт обслужил более 400 тысяч пассажиров. В 1994 году ВВС США передали аэропорт в собственность управляющей компании аэропорта.
Длина ВПП аэропорта составляла 2116 м, поэтому размер самолётов, приземляющихся в Темпельхофе, был ограничен (не больше Airbus A320 и Boeing 727), и аэропорт использовался преимущественно для рейсов внутри Германии и Европы. Аэропорт Темпельхоф также использовался для нужд авиации, не относящейся к регулярным рейсам авиакомпаний и чартерам.
С 1991 года управление воздушным движением перешло от четырёхсторонней военной комендатуры к властям Германии.

### Закрытие аэропорта
В 1996 году федеральный министр транспорта, правящий бургомистр Берлина и премьер-министр Бранденбурга приняли так называемое «консенсусное решение» о строительстве международного аэропорта Берлин-Бранденбург, за которым последует закрытие аэропортов Темпельхоф и Тегель. На территории, занимаемой нерентабельным аэропортом, в соответствии с градостроительным проектом «Темпельхофская свобода», в здании аэропорта появятся культурный, медийный и творческий центр «Темпельхоф Форум THF» (нем. Tempelhof Forum THF), а по границе лётного поля — новые жилые кварталы. На самом лётном поле будет разбит парк. Планы берлинского Сената столкнулись с противодействием некоторых авиакомпаний. Противники закрытия аэропорта организовали инициативную группу, провели сбор подписей для проведения референдума и добились его проведения. Несмотря на то, что при явке в 36,1 % за аэропорт проголосовали 60,1 % участвовавших в референдуме, их голоса составили только 21,7 % от всех избирателей, что недостаточно для признания референдума состоявшимся (25 %). Проведение референдума обошлось городской казне в 2,5 млн евро.
30 октября 2008 года состоялось официальное закрытие аэропорта для регулярного сообщения. Последним самолётом, взлетевшим с ВПП Темпельхоф 24 ноября 2008 г., является частный Ан-2, рег. D-FBAW, ранее принадлежавший ВВС ГДР. В настоящее время лётное поле аэродрома открыто для свободного посещения всеми желающими.
В честь закрытия аэропорта авиастроительная компания Германии, основанная Хуго Юнкерсом в Дессау как фирма Junkers&Co, создала ограниченную по всему миру серию наручных мужских часов с надписью на циферблате «Berlin. Tempelhof. Letzter Flog 30.10.2008»[значимость факта?]

### После закрытия
Предлагались различные варианты использования территории и зданий аэропорта.
С 2015 года здание аэровокзала и ангары используются как временный центр приёма и размещения беженцев (самый крупный в Германии).
С сезона 2014—2015 годов на территории аэропорта проходят этапы чемпионата по автогонкам Формула E.
В 2021 году в здании аэропорта был организован центр вакцинации прививками от COVID-19.

## Архитектура
В своём проекте нового аэропорта в Темпельхофе архитектор Эрнст Загебиль учёл все требования, которые предъявлялись в то время к крупным аэропортам, предусмотрев в единой архитектурной форме отдельные функциональные уровни для зон прибытия, вылета, почтовых и грузовых перевозок. На момент возведения аэропорта функциональная комплексность сооружений аэропорта, заключавшаяся не только в выделении уровней, но и в разнообразной привычной сейчас дополнительной инфраструктуре, как отели, конгресс-центры, рестораны и офисные помещения авиакомпании «Lufthansa», являлась абсолютно уникальным решением и стала образцом в строительстве современных аэропортов. В 2004 году британский архитектор сэр Норман Фостер назвал Темпельхоф «матерью всех аэропортов».
В 2011 году аэропорт Берлин-Темпельхоф был внесён в список исторических памятников инженерно-архитектурного искусства Германии.